# Atheta sparreschneideri
Atheta sparreschneideri är en skalbaggsart som beskrevs av Munster 1922. Atheta sparreschneideri ingår i släktet Atheta och familjen kortvingar. Arten är reproducerande i Sverige. Inga underarter finns listade i Catalogue of Life.